# Clara Shortridge
Clara Shortridge Foltz (16 de julio de 1849 – 2 de septiembre de 1934) fue la primera mujer abogado de la costa oeste estadounidense, y pionera en la idea del defensor público. El edificio de los Tribunales Criminales en el centro de Los Ángeles fue rebautizado con su nombre en 2002, y es ahora conocido como el Clara Shortidge Foltz Criminal Justice Center.

## Primeros años y educación legal
Foltz nació como Carrie Shortridge en Lafayette, Indiana, de Telitha y Elias Shortridge (un abogado y predicador).: 4  Durante la Guerra de Secesión, la familia se mudó a Mount Pleasant, Iowa, donde Foltz asistió a una escuela mixta (aún raras en la época).: 5  En diciembre de 1864, con 15 años, se fugó con un granjero y veterano de la guerra llamado Jeremiah D. Foltz.: 6  De inmediato empezaron a tener dificultades para mantener la familia que habían fundado. Los Foltz primero fueron a Portland, Oregón y finalmente a San Jose, California en 1872. Durante este tiempo, ella contribuyó con artículos al New Northwest y el San Jose Mercury.
Alrededor de 1876, su marido la abandonó junto con sus cinco hijos. Empezó a estudiar leyes en la oficina de un juez local, en parte a través del apoyo de la sufragista local Sarah Knox-Goodrich.: 15  También se apoyó a sí misma dando conferencias públicas, empezando en 1877, sobre el sufragio.: 16 

## Carrera legal

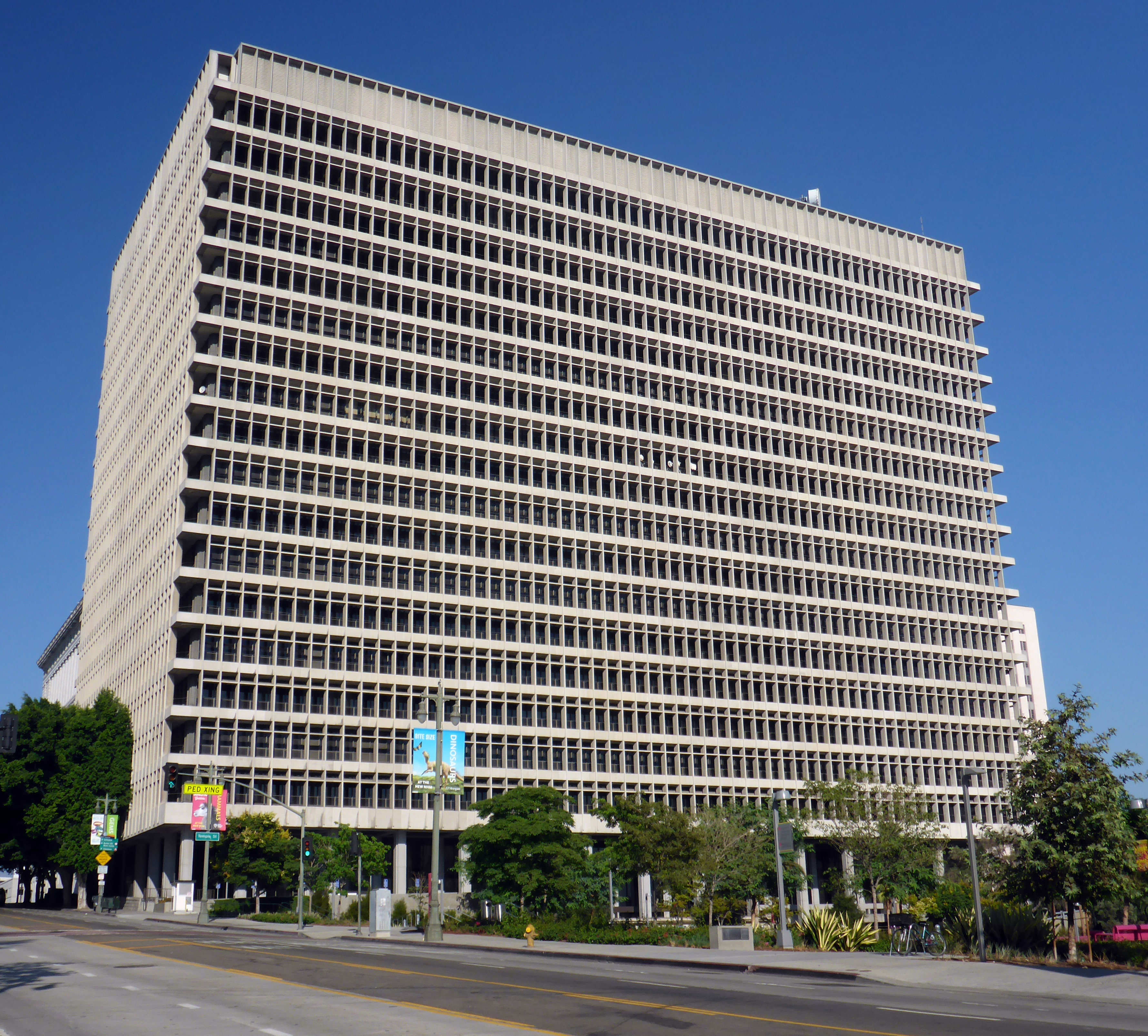
El Centro de Justicia Penal Clara Shortridge Foltz en el centro de Los Ángeles, California.

### Uniéndose al colegio de abogados de California
Foltz quería pasar el examen al colegio de abogados pero la ley de California en ese tiempo solo permitía a los hombres blancos convertirse en miembros. Foltz creó un proyecto de ley estatal, conocido como el "Proyecto de la mujer abogado", que reemplazó en el texto "hombre blanco" por "persona" y en septiembre de 1878 pasó el examen y fue la primera mujer admitida al colegio de abogados de California, y la primera abogada de toda la costa oeste de Estados Unidos. Teniendo poca educación formal, deseaba estudiar en la primera escuela de leyes de California para mejorar sus habilidades. Junto a su aliada Laura de Force Gordon, Foltz presentó la solicitud a la Hastings College of the Laws pero le fue negada la admisión por ser mujer. Foltz y Gordon demandaron, pero reconocían que afrontaban una fuerte oposición. Para promover su causa, Gordon y Foltz escribieron una enmienda a la constitución del estado de California que decía "Ninguna persona, a causa de su sexo, podrá ser descalificada para participar en cualquier negocio lícito, vocación, o profesión". Aprovechando el proyecto de ley de la Mujer Abogado y la ley de igualdad de oportunidades igualmente ratificada en la constitución, Foltz y Gordon fueron capaces de argumentar que si las mujeres podían servir como abogados ciertamente se les debería permitir asistir a la escuela de leyes de la universidad de California. El juez Morrison estuvo de acuerdo, y en Foltz v. Hoge dictaminó que Foltz y Gordon debían ser admitidas en Hastings. El gobernador apeló, y Foltz estudió y pasó el examen al colegio de abogados del Tribunal Supremo Estatal para poder argumentar su propio caso, el cual finalmente ganó. A pesar de que logró la admisión a Hastings para todas las mujeres cualificadas, el trabajo para ganar el caso dejó a Foltz empobrecida y regresó a su carrera legal en vez de perseguir su sueño de asistir a la escuela de leyes.

### Carrera posterior
Foltz ejerció en San Francisco, San Diego, y de 1896 a 1899 en Nueva York, donde intentó crear una carrera como abogada corporativa.: 181–205 

## Carrera política

### Oradora pública
En una época en que hablar en público podía ser una carrera lucrativa, Foltz dio conferencias a favor de los Republicanos durante las campañas de 1880, 1882, y 1884. En 1886 se convirtió en Demócrata, y en el invierno de aquel año dio conferencias en Wisconsin, Illinois, y Iowa.

### Sufragio
Foltz se convirtió en líder del movimiento sufragista. Durante una carrera que abarcó 56 años, Foltz impulsó casi sin ayuda una gran cantidad de legislación progresista para los derechos de las mujeres en los campos del voto y la ley.

### Defensa pública
En la Exposición Mundial Colombina de Chicago de 1893, durante un "congreso" de la Junta de damas líderes, Foltz realizó la primera presentación pública de su idea del defensor público.: 150  El radical concepto de Foltz de proporcionar asistencia legal a acusados criminales indigentes se usa hoy en todo Estados Unidos.: Ch. 7 

## Otros logros
Foltz fue notable por muchas "primicias": primera empleada femenina del Comité Judicial de la Asamblea Estatal (1880); la primera mujer nombrada a la Junta de Correcciones del Estado; la primera mujer con licencia para ejercer de notario público; la primera mujer nombrada directora de un banco importante; y, en 1930, la primera mujer en postularse a gobernadora de California, a la edad de 81 años.: 323 
En 1910, fue designada a la oficina del Fiscal de Distrito de Los Ángeles, convirtiéndose en la primera fiscal de distrito adjunta en los Estados Unidos. Participó activamente en el movimiento por el sufragio femenino, siendo autora de la enmienda de Voto de las Mujeres para California en 1911. Foltz también crio a sus cinco hijos mayormente como madre sola, y animó a las mujeres a no pasar por alto sus funciones domésticas tradicionales.
Foltz también fundó y publicó el San Diego Daily Bee, y la New American Woman Magazine, para la que escribió una columna mensual hasta su muerte.

## Familia
Un hermano de Foltz, Samuel M. Shortridge, fue elegido al Senado de Estados Unidos en 1920 y sirvió dos plazos. Foltz apoyó su campaña, sin embargo en campañas anteriores había discrepado con él sobre asuntos clave como los aranceles.: 320 : 71 

## Muerte
Foltz falleció a los 85 años por un fallo cardíaco en su casa en Los Ángeles el 2 de septiembre de 1934. Los portadores del féretro en su funeral incluyeron al gobernador Frank Merriam y varios jueces federales y estatales prominentes. Fue incinerada y sus cenizas enterradas en el Cementerio Inglewood Park del Condado de Los Ángeles.

## Reconocimiento póstumo
Ante la insistencia de su alumnado femenino, la Hastings College of the Law concedió a Foltz un título póstumo de Doctora en Derecho en 1991. Además, el espacio social principal dentro del complejo de viviendas para estudiantes en la McAllister Tower de la UC Hastings fue nombrado Clara S. Foltz Lounge. En 2002, los Tribunales Criminales en el centro de Los Ángeles fueron rebautizados Clara Shortridge Foltz Criminal Justice Center.